# 世代間交流
世代間交流（せだいかんこうりゅう）とは、主に高齢者と子供といった世代を超えた交流を指す。また、高齢者と子供に限らず、学生と社会人などの世代を超えた交流も世代間交流と言える。

## 世代間交流の状況
日本では、世代間交流は一般的だったと言える。しかし、約50年という年月を経て、三世代世帯は昭和61年の5757世帯から平成25年には3329まで減少し、一方で単身世帯や核家族世帯は急激に上昇した。その結果、かつては家庭内で自然な形で世代間での交流が生じていたが、徐々に薄まりつつある状況となった。

### 世代間交流の利点
世代間交流の利点としては、以下に挙げられている。
- 高齢者
  - 車いすに座ったままでも参加することができる
  - 心身の健康向上
  - 身体機能の向上
- 子供
  - 情操教育的意義を中心とした計画が可能
  - 社会性の教育

また、小規模多機能では、高齢者・子供・障害児（者）など、様々なニーズに柔軟に対応しやすいという利点もある。日常的な関わりができる点も利点として考えられており、子供は高齢者に対し「つえをついている」「よぼよぼしている」などの固定観念ではなく、高齢者の現実的な心身の特徴などを学ぶ要因になると考えられている。
- 事業者
  - 出産などによる離職率の低下
  - 遊休スペースの有効活用
  - 採用活動効率の向上